# Данкерк (Вісконсин)
Данкерк (англ. Dunkirk) — місто (англ. town) в США, в окрузі Дейн штату Вісконсин. Населення — 1881 особа (2020).

## Демографія
Згідно з переписом 2010 року, у місті мешкало 1945 осіб у 785 домогосподарствах у складі 575 родин. Було 811 помешкання
Расовий склад населення:
| - 97,2 % — білих - 1,0 % — азіатів - 0,5 % — чорних або афроамериканців - 0,1 % — корінних американців |

До двох чи більше рас належало 1,0 %. Частка іспаномовних становила 1,1 % від усіх жителів.
За віковим діапазоном населення розподілялося таким чином: 21,3 % — особи молодші 18 років, 64,7 % — особи у віці 18—64 років, 14,0 % — особи у віці 65 років та старші. Медіана віку мешканця становила 45,1 року. На 100 осіб жіночої статі у місті припадало 104,1 чоловіків;  на 100 жінок у віці від 18 років та старших — 105,8 чоловіків також старших 18 років.
Середній дохід на одне домашнє господарство  становив 90 276 доларів США (медіана — 81 471), а середній дохід на одну сім'ю — 97 182 долари (медіана — 88 056). Медіана доходів становила 56 490 доларів для чоловіків та 40 556 доларів для жінок. За межею бідності перебувало 4,4 % осіб, у тому числі 6,8 % дітей у віці до 18 років та 3,4 % осіб у віці 65 років та старших.
Цивільне працевлаштоване населення становило 1250 осіб. Основні галузі зайнятості: освіта, охорона здоров'я та соціальна допомога — 25,4 %, виробництво — 14,6 %, будівництво — 10,8 %, роздрібна торгівля — 9,9 %.